# 定城郡
定城郡，中国南北朝时设置的郡。
南朝梁置定城郡，属南郢州，治所在定城县（今河南省潢川县南）。辖境相当今河南省潢川县一带、湖北省麻城市地。太清三年（549年）被东魏占领，北齐改名弋阳郡。南朝陈太建五年（573年），南陈夺得弋阳郡。太建十一年（579年）弋阳郡被北周占领。隋文帝开皇三年（583年）废弋阳郡，定城县属光州。